# Ceraturgus aurulentus
Ceraturgus aurulentus är en tvåvingeart som först beskrevs av Fabricius 1805.  Ceraturgus aurulentus ingår i släktet Ceraturgus och familjen rovflugor. Inga underarter finns listade i Catalogue of Life.